# Сухач
Сухач (до 1991. године Сухаћ) је насељено мјесто у саставу града Сиња, Сплитско-далматинска жупанија, Република Хрватска.

## Географски положај
Налази се 1 км сјеверно од Сиња.

## Историја
До територијалне реорганизације у Хрватској налазио се у саставу старе општине Сињ.

## Становништво
На попису становништва 2011. године, Сухач је имао 571 становника.
| Број становника по пописима | Број становника по пописима | Број становника по пописима | Број становника по пописима | Број становника по пописима | Број становника по пописима | Број становника по пописима | Број становника по пописима | Број становника по пописима | Број становника по пописима | Број становника по пописима | Број становника по пописима | Број становника по пописима | Број становника по пописима | Број становника по пописима | Број становника по пописима |
| --------------------------- | --------------------------- | --------------------------- | --------------------------- | --------------------------- | --------------------------- | --------------------------- | --------------------------- | --------------------------- | --------------------------- | --------------------------- | --------------------------- | --------------------------- | --------------------------- | --------------------------- | --------------------------- |
| 1857                        | 1869                        | 1880                        | 1890                        | 1900                        | 1910                        | 1921                        | 1931                        | 1948                        | 1953                        | 1961                        | 1971                        | 1981                        | 1991                        | 2001                        | 2011                        |
| 214                         | 0                           | 213                         | 168                         | 269                         | 268                         | 0                           | 0                           | 484                         | 504                         | 559                         | 584                         | 658                         | 586                         | 573                         | 571                         |

Напомена: До 1991. исказује се под именом Сухаћ. У 1869., 1921. и 1931. подаци су садржани у насељу Каракашица, као и део података у 1910. и 1948.

### Попис 1991.
На попису становништва 1991. године, насељено место Сухаћ је имало 586 становника, следећег националног састава:
| Попис 1991.‍  | Попис 1991.‍  | Попис 1991.‍ | Попис 1991.‍ | Попис 1991.‍ |
| ------------ | ------------ | ----------- | ----------- | ----------- |
|              |              |             |             |             |
| Хрвати       | Хрвати       |             | 521         | 88,90%      |
| Срби         | Срби         |             | 44          | 7,50%       |
| Југословени  | Југословени  |             | 12          | 2,04%       |
| неопредељени | неопредељени |             | 9           | 1,53%       |
| укупно: 586  |              |             |             |             |

## Презимена
- Боровић — Православци, славе Ђурђевдан
- Криво — Православци, славе Ђурђевдан
- Нешић — Православци, славе Ђурђевдан
- Панџа — Православци, славе Св. Стефана
- Шего — Православци, славе Св. Стефана[2]